# Marina Cherkasova (esquiadora)
Marina Yevgenyevna Cherkasova (em russo:  Марина Евгеньевна Черкасова ; Moscou, RSFS da Rússia, 1 de março de 1972) é uma esquiadora russa, que compete em provas de esqui estilo livre.